# 罗伯·斯梅德利
罗伯·斯梅德利（英語：Rob Smedley，1973年11月28日—，生于英格兰米德爾斯伯勒市）是一位英国的一级方程式赛事的技术总监，曾长期在法拉利车队作为菲利佩·马萨的赛事工程师。之后他从2014起加入威廉姆斯车队担任赛车性能部门的总监，2018年赛季结束后离开威廉姆斯。2019年起担任F1TV的技术顾问嘉宾。

## 早期生活
罗伯·斯梅德利于1973年11月28日出生在英格兰东北部城市米德爾斯伯勒市。他在南班克的圣彼得学校学习毕业以后进入圣玛丽預科學院学习。斯梅德利在18岁之后离开诺曼比镇前往羅浮堡大學，从那里他开始一步步在赛车运动中的奋斗。斯梅德利主修数学和机械工程并获得了学士和硕士学位。

## 职业生涯
罗伯·斯梅德利的职业生涯始于1997年；由于他活跃在底盘机械工程领域，他在标志获得了第一份工作：作为一名设计工程师为标志的房车赛车队设计悬挂系统。之后他又进入F3000赛事工作，在此期间他为Astromega车队工作，他与日后成为一级方程式世界冠军的费尔南多·阿隆索曾搭档，成为后者的工程师团队一员。此后他也在英国房车锦标赛的威廉姆斯车队中打过工。再之后他第一次进入一级方程式围场，进入乔丹车队担任数据收集工程师，检查收集所有遥感数据为赛事工程师支援帮助车手所用。在2002年被车队任命为赛道工程师，直到2003年年底离开乔丹车队加入法拉利车队。斯梅德利最先在法拉利的测试团队里工作，为比赛团队提供尽可能多的技术投入以提升其在正赛中的极限。
在2006年赛季的赛季中期，斯梅德利顶替加布里埃莱·德利·科利成为菲利佩·马萨的赛事工程师。此举为马萨在该赛季之后的比赛提供了强力的支持，外界认为斯梅德利的加入为马萨的比赛能力有所改善和提升，此前马萨被外界批评的常犯的低级错误也相应减少。这也让马萨自己在他为法拉利效力的第一年在土耳其站获得的了杆位（生涯第一个杆位）并获得该分站冠军（生涯第一个分站冠军）。使斯梅德利更加出名的是2009年赛季的马来西亚站上对马萨的无线电通信：“Felipe baby, stay cool”（菲利佩 宝宝，淡定），来回应马萨此前抱怨在因雨势过大重新起跑以后依旧没有良好的视线。这句无线电在被播放后，使得马萨获得了“baby”这一昵称，马萨几年后在接受采访时还无奈表示自己在中国比赛时车迷都管他叫这个名字。
在2009年赛季匈牙利站上马萨的意外事故之后，斯梅德利继续为替补马萨位置的卢卡·巴多尔和詹卡洛·费斯切拉担任赛事工程师，直至该赛季结束。
同年，斯梅德利被提賽德大學授予荣誉学士（Doctor of Professional Studies）。

在2010年赛季德国站上，由车队通过斯梅德利向当时处于领先的马萨通过无线电下达车队指令：
OK, so, Fernando is faster than you. Can you confirm you understood that message?
 （好的，呃，费尔南多现在比你更快，你能否确认你明白这条信息？）使得马萨在之后让车给阿隆索。让车后，斯梅德利向马萨道歉：
OK mate, good lad, stick with him now, sorry
（好的搭档，这圈不错，现在跟住他，抱歉）。这次车队指令帮助了阿隆索赢得了该站的分站冠军，而巨大的争议也使得法拉利车队在赛后被罚10万美元；但最终赛会允许了车队指令在赛事中的的存在，并在次年将有关车队指令的限制去除。
斯梅德利与马萨的搭档一起度过了8个赛季，直到马萨在2013年赛季结束后离开法拉利车队，加入老牌车队威廉姆斯车队。而斯梅德利在2014年初确认也离开法拉利车队，追随老搭档的脚步加盟威廉姆斯车队；不过不会再担任马萨的赛事工程师，而是被任命为威廉姆斯新成立的赛车性能部门的总监。他于4月上任。2018年11月，斯梅德利宣布自己将在赛季结束后离开威廉姆斯车队。
2019年2月，斯梅德利与媒体确认他将在一级方程式官方的媒体平台F1TV中担任技术顾问嘉宾，帮助观众和粉丝更深入地了解这项赛事。目前他在一级方程式赛事担任数据系统总监，协助亚马逊将各支车队在比赛中的各种数据梳理出有效数据并转化为可视结果供赛事直播中呈现。
2022年，斯梅德利从一级方程式官方平台离开，稍后他成立了斯梅德利集团（Smedley Group）并担任首席执行官，公司业务以“使用一级方程式技术提供解决方案”。此外斯梅德利在同一年还在英国成立了全球卡丁车联盟（Global Karting League）赛事，旨在通过更低成本的卡丁车赛事挖掘潜在的赛车新星。

## 职业简历
- 1997-1998: 悬挂工程师 - 标志车队 （BTCC）
- 2000: 赛道工程师 - Astromega车队 （Formula 3000）
- 2001: 数据收集工程师 - 乔丹车队 （F1）
- 2002-2003: 赛道工程师 - 乔丹车队 （F1）
- 2004-2005: 测试团队工程师 - 法拉利车队 （F1）
- 2006-2013: 赛事工程师 - 法拉利车队 （F1）
- 2014-2018: 赛车性能总监 - 威廉姆斯车队 （F1）
- 2019-至今：一级方程式赛事解说 - F1TV

## 个人生活
罗伯·斯梅德利因为此前为法拉利效力的原因而选择居住在意大利。斯梅德利与在雷德卡-克利夫兰的本地人露茜结婚，他们育有两个儿子，他们还曾有过一个女儿明妮，但不幸的是她于2007年早逝，而后夫妻两人为此向当地的预防死婴和新生儿早死协会（Stillbirth and Neonatal Death Society）举行募捐活动以感谢该组织为对他们的开导帮助。